# Cebrenninus scabriculus sulcatus
Cebrenninus scabriculus là một phân loài nhện trong họ Thomisidae.
Loài này thuộc chi Cebrenninus. Cebrenninus scabriculus sulcatus được Tord Tamerlan Teodor Thorell miêu tả năm 1890.